# Chor Machaye Shor
Chor Machaye Shor ist ein Hindi-Film von Ashok Roy aus dem Jahr 1974.

## Handlung
Vijay ist ein Ingenieur und in die reiche Rekha verliebt, doch ihr Vater Jagdish missbilligt diese Verbindung, da Vijay aus ärmlichen Verhältnissen stammt. Deshalb arrangiert er eine Hochzeit mit dem Sohn des bösen Politikers Seth Jamunadas.
Außerdem schieben Rekhas Vater und Jamunadas Vijay eine Straftat in die Schuhe, die er nicht begangen hat. Dennoch kommt er ins Gefängnis.
Im Gefängnis freundet er sich mit drei weiteren Häftlingen an, Bhalua, Kalua und Raju. Zu viert brechen sie aus dem Knast aus. Gemeinsam mit Rekha gehen sie in ein Dorf namens Shantinagar, um die Dorfbewohner vor dem bösen Politiker Jamunadas und einiger Banden, die das Dorf terrorisieren, zu beschützen.
Jamunadas wird verhaftet. Rekhas Vater hat nun ein schlechtes Gewissen und akzeptiert Vijay. Vijay und die drei anderen Gefangenen müssen wieder ins Gefängnis, jedoch wird ihnen die gute Tat zur Verkürzung des Strafaufenthalts angerechnet.

## Musik
| Lied                               | Sänger                         |
| ---------------------------------- | ------------------------------ |
| Le Jayenge Le Jayenge              | Kishore Kumar, Asha Bhosle     |
| Ghungaroo Ki Tarah                 | Kishore Kumar                  |
| Ek Daal Pe Tota Bole               | Lata Mangeshkar, Mohammad Rafi |
| Paon Mein Dori                     | Mohammad Rafi, Asha Bhosle     |
| Ladka Tumhaara Kunwaara Rahe Jaata | Kishore Kumar, Asha Bhosle     |

Der Song Le Jayenge Le Jayenge... Dilwale Dulhania Le Jayenge diente als Vorbild für den späteren Blockbuster Dilwale Dulhania Le Jayenge, in dem Shahrukh Khan (ohne Playback) das Lied Kajol vorsingt.

## Auszeichnungen
Nominierung beim Filmfare Award 1975
- Filmfare Award/Bester Komiker an G. Asrani

## Sonstiges
Nach dem Erfolg von Chor Machaye Shor besetzte der Produzent N. N. Sippy die Darsteller Shashi Kapoor, Danny Denzongpa, G. Asrani und Madan Puri zwei Jahre später in dem Film Fakira erneut.